# Robert Michniewski

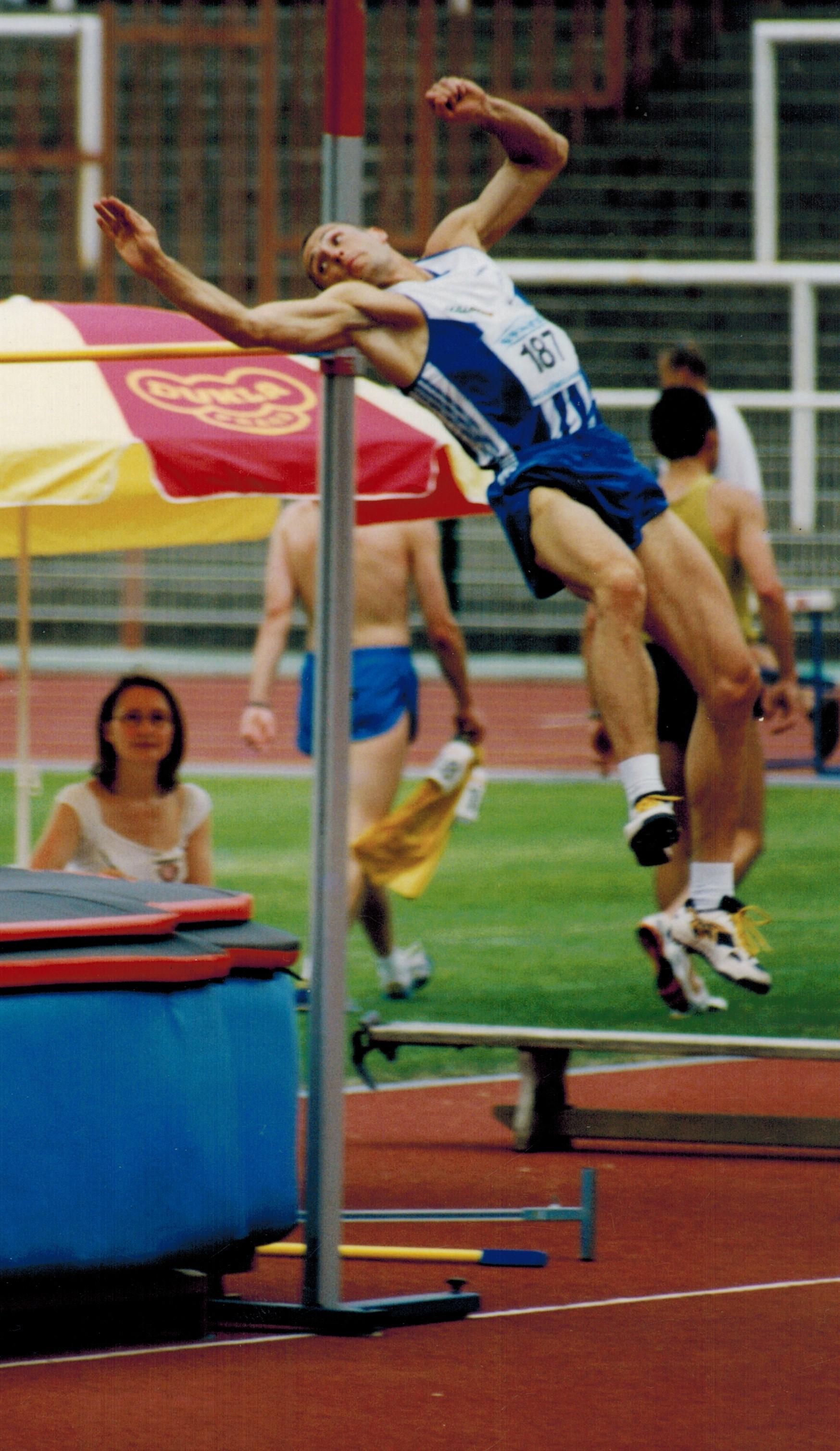
Robert Michniewski, start w lidze czeskiej w barwach AC Turnov, skok wzwyż, stadion Dukla Praga

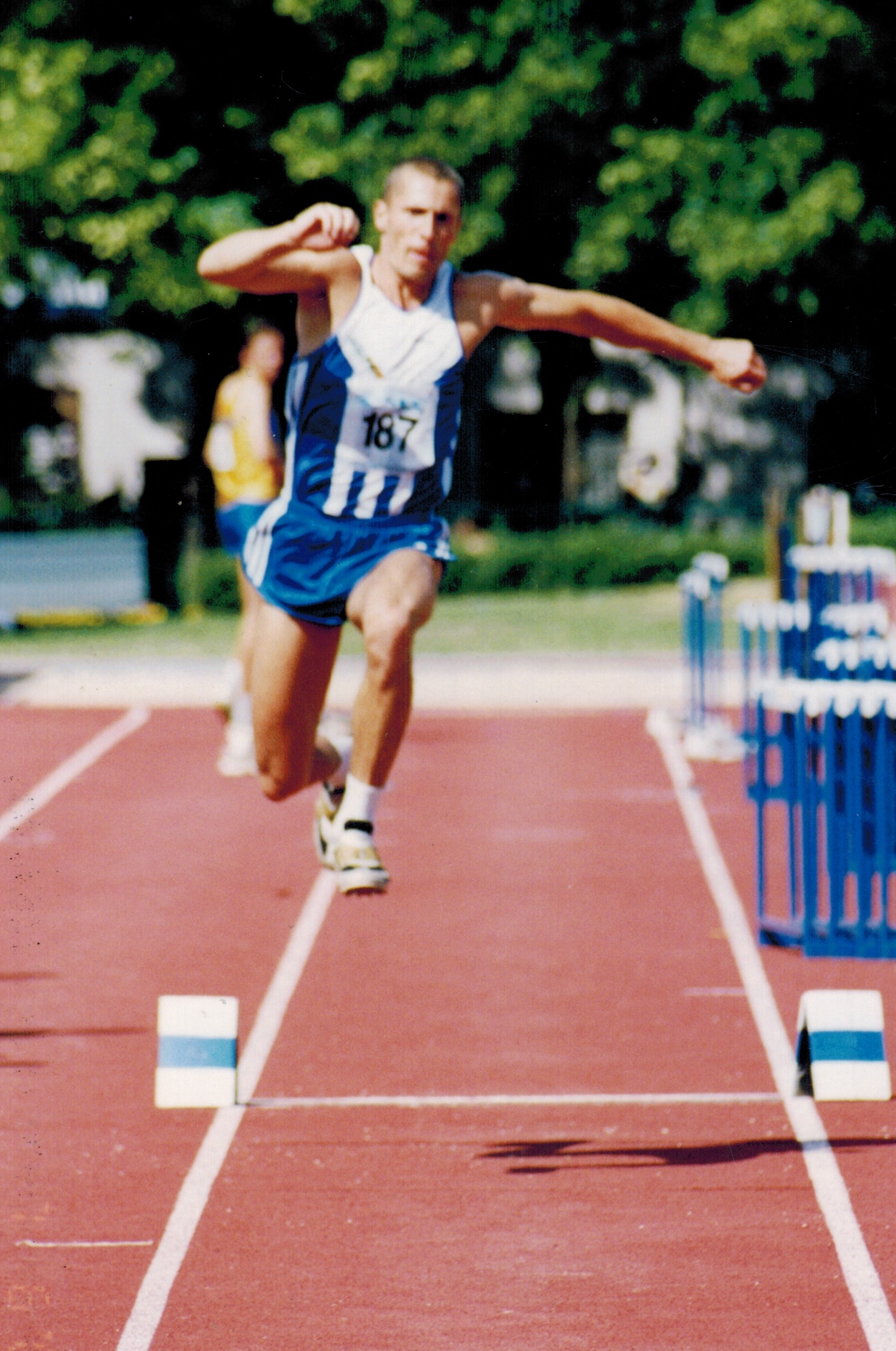
Robert Michniewski, start w lidze czeskiej w barwach AC Turnov, trójskok, stadion Dukla Praga

Robert Michniewski (ur. 16 lutego 1974) – polski lekkoatleta, specjalista od trójskoku i skoku wzwyż. Zdobywca 15 medali mistrzostw Polski w różnych kategoriach wiekowych. W 1993 roku zajął 4 miejsce w skoku wzwyż w Mistrzostwach Europy Juniorów rozgrywanych w San Sebastian w Hiszpanii wynikiem 218 (taki sam wynik uzyskał srebrny medalista Rosjanin Wiaczesław Woronin i zdobywca trzeciego miejsca Czech Tomas Janku). Największym sukcesem zawodnika BKS Bydgoszcz w kategorii seniorów jest Mistrzostwo Polski Seniorów (trójskok 2003). Zdobył również 5 medali drużynowych mistrzostw Czech z klubem AC Turnov. W 2015 został srebrnym medalistą w trójskoku w halowych mistrzostwach Europy w kategorii masters rozgrywanych w Toruniu. W 2019, również w Toruniu, został halowym mistrzem świata w trójskoku.

## Rekordy życiowe
- trójskok – 16,54 (2003, Bielsko-Biała)
- trójskok (hala) – 16,45 (2004, Spała)
- skok wzwyż – 2,23 (2000, Turnov, Czechy)
- skok wzwyż (hala) – 2,15 (2002, Spała)
- skok w dal – 7,37 (2003, Kladno, Czechy)

## Osiągnięcia medalowe
| Rok  | Miasto        | Zawody                             | Konkurencja | Wynik         |
| ---- | ------------- | ---------------------------------- | ----------- | ------------- |
| 1993 | Spała         | Halowe Mistrzostwa Polski Juniorów | skok wzwyż  | srebrny medal |
| 1993 | Warszawa      | Mistrzostwa Polski Juniorów        | skok wzwyż  | srebrny medal |
| 1993 | Bydgoszcz     | Młodzieżowe Mistrzostwa Polski     | skok wzwyż  | srebrny medal |
| 1994 | Spała         | Halowe Mistrzostwa Polski          | skok wzwyż  | srebrny medal |
| 1995 | Białystok     | Młodzieżowe Mistrzostwa Polski     | skok wzwyż  | złoty medal   |
| 1996 | Suwałki       | Młodzieżowe Mistrzostwa Polski     | skok wzwyż  | brązowy medal |
| 2001 | Spała         | Halowe Mistrzostwa Polski          | skok wzwyż  | brązowy medal |
| 2002 | Spała         | Halowe Mistrzostwa Polski          | trójskok    | srebrny medal |
| 2002 | Szczecin      | Mistrzostwa Polski                 | trójskok    | srebrny medal |
| 2003 | Spała         | Halowe Mistrzostwa Polski          | trójskok    | brązowy medal |
| 2003 | Bielsko-Biała | Mistrzostwa Polski                 | trójskok    | złoty medal   |
| 2004 | Spała         | Halowe Mistrzostwa Polski          | trójskok    | srebrny medal |
| 2004 | Bydgoszcz     | Mistrzostwa Polski                 | trójskok    | srebrny medal |
| 2006 | Spała         | Halowe Mistrzostwa Polski          | trójskok    | srebrny medal |
| 2007 | Poznań        | Mistrzostwa Polski                 | trójskok    | srebrny medal |
| 2015 | Toruń         | Halowe Mistrzostwa Europy Masters  | trójskok    | srebrny medal |
| 2019 | Toruń         | Halowe Mistrzostwa świata Masters  | trójskok    | złoty medal   |